# Aspidostemon litoralis
Aspidostemon litoralis är en lagerväxtart som beskrevs av Van der Werff. Aspidostemon litoralis ingår i släktet Aspidostemon och familjen lagerväxter. Inga underarter finns listade i Catalogue of Life.